# Davey Lake, Alberta
Davey Lake är en sjö i Kanada.   Den ligger i provinsen Alberta, i den centrala delen av landet, 2 900 km väster om huvudstaden Ottawa. Davey Lake ligger 950 meter över havet. Arean är 0,92 kvadratkilometer. Den sträcker sig 1,6 kilometer i nord-sydlig riktning, och 1,1 kilometer i öst-västlig riktning.
Trakten runt Davey Lake består till största delen av jordbruksmark. Runt Davey Lake är det mycket glesbefolkat, med 3 invånare per kvadratkilometer.